# Silvino Guilherme de Barros
|                                                             |  |  |
| Silvino Guilherme de Barros, barão de Nazaré, e suas armas. |  |  |

Silvino Guilherme de Barros, barão de Nazaré (Cabo de Santo Agostinho, 10 de fevereiro de 1834 — ?) foi um militar, político e comerciante brasileiro.
Filho do advogado João Batista de Araújo e de Mariana Teresa de Barros.
Foi comerciante no Recife, coronel reformado da Guarda Nacional e comendador da Imperial Ordem da Rosa. Foi também chefe político local do Partido Liberal e várias vezes deputado provincial.

## Referência
- BLAKE, Augusto Victorino Alves Sacramento. Diccionario bibliographico brazileiro. Typographia Nacional, Rio de Janeiro, 1900.